# Kom el-Dikka
Kom el-Dikka – stanowisko archeologiczne w Egipcie, położone na terenie współczesnej Aleksandrii.

## Badania archeologiczne

### Historia badań
Prace archeologiczne w Kom el-Dikka rozpoczął w 1960 roku prof. Kazimierz Michałowski. Początkowo były to wykopaliska ratunkowe, następnie przekształciły się w regularne badania archeologiczne, powołano Polsko-Egipską Misję Archeologiczno-Konserwatorską. Od początku prace te prowadzi Centrum Archeologii Śródziemnomorskiej Uniwersytetu Warszawskiego we współpracy z Ministerstwem Starożytności Egiptu Od 2002 roku badaniami kieruje prof. Grzegorz Majcherek (CAŚ UW).

### Odkrycia archeologiczne
W trzech pierwszych wiekach naszej ery cały obszar stanowiska zajmowały okazałe miejskie rezydencje z bogatą dekoracją architektoniczną i wielobarwnymi mozaikami podłogowymi. Wśród licznych malowideł i rzeźb zidentyfikowano między innymi wizerunki Aleksandra Wielkiego. W końcu III wieku miasto zostało zniszczone i nigdy nie powróciło do dawnej świetności. W miejsce luksusowych rezydencji pojawiły się domy wielorodzinne i warsztaty rzemieślnicze (produkcja brązu i szkła). W IV wieku rozpoczęto budowę zespołu obiektów publicznych, między innymi okazałych term cesarskich. Z VI wieku pochodzi kompleks audytoriów ulokowanych wzdłuż szerokiego portyku kolumnowego prowadzącego do głównej ulicy miasta. To jedyny odsłonięty do tej pory starożytny „uniwersytet” na obszarze całego Śródziemnomorza, jedno z największych odkryć polskiej archeologii śródziemnomorskiej. W 1963 roku odkryto budowlę teatralną z trzynastorzędową widownią, był to pierwszy antyczny teatr znaleziony na terenie Egiptu. Początkowo obiekt pełnił funkcję odeonu, a następnie, po przebudowie i zadaszeniu włączony został do zespołu audytoriów. Zniszczony w wyniku trzęsienia ziemi w 796 roku. Oprócz badań archeologicznych na szeroką skalę prowadzone są prace konserwatorskie i rekonstrukcyjne.

## Park Archeologiczny
Autorem projektu Parku Archeologicznego w Kom el-Dikka był architekt Wojciech Kołątaj, wieloletni (1966-1972 oraz 1984-2001) kierownik Polsko-Egipskiej Misji Archeologiczno-Konserwatorskiej CAŚ UW. W 2017 roku nastąpiło uroczyste otwarcie Parku, udostępniono dla zwiedzających ścieżkę archeologiczną biegnącą przez najważniejsze obiekty na stanowisku: teatr, akademię, termy cesarskie, cysterny i dzielnicę mieszkalną z "Willą Ptaków", gdzie wyeksponowano piękne mozaiki.